# 최영장군 영당
최영장군 영당은 충청북도 청주시 청원구에 있다. 2015년 4월 17일 청주시의 향토유적 제144호로 지정되었다.

## 개요
고려 명장인 최영장군의 영정을 봉안한 사당이다.